# نصرت چتینل
نصرت چتینل (به ترکی استانبولی: Nusret Çetinel) (زاده ۲۶ ژانویه ۱۹۵۲ – درگذشته ۱ سپتامبر ۲۰۲۱) بازیگر و صداپیشه ترکیه‌ای تلویزیون و سینما بود. سریال حلالم کن (۲۰۰۷) با نقش‌آفرینی وی از آذر ماه ۱۳۸۸ از شبکهٔ ۲ سیمای جمهوری اسلامی ایران آغاز به پخش کرد.